# Bogdan Lobonț
Bogdan Lobonț (Vajdahunyad, 1978. január 18. –) a Steleát és Pruneát követő román kapusnemzedék legtehetségesebb tagja, akivel a válogatottnál is alapemberként számolnak.

## Életrajza
Lobonț szülővárosában, a Corvinul FC-ben, kezdett el futballozni, ebből a másodosztályú csapatból került be az U18-as, majd az U21-es válogatottakba. Teljesítményére felfigyeltek a nagyobb klubok is, így 1997 nyarán a Rapid București igazolta le, ahol azonnal beépült a csapatba. A következő két évben megnyerték mind a bajnokságot, mind a kupát, Lobonț 1998 szeptemberében Liechtenstein ellen be is mutatkozhatott a nemzeti tizenegyben. Ezen sikerei után az AFC Ajax 1999 telén 3 millió eurót fizetett érte és hat és féléves szerződést kötött vele. Az első három hollandiai évében mindössze egyszer lépett pályára bajnoki mérkőzésen, meghívót kapott a 2000-es Európa-bajnokságra készülő román keretbe.
2002-ben, egy súlyos sérülés után felépülve kölcsönadták egy évre a Dinamóba, ahol fizikailag és mentálisan is megerősödhetett. Visszatérte utáni két évben az egyik holland sportújság értékelése szerint 6.47-es majd 6.31-es osztályzatot kapott. A nemzeti csapatnak is tagja maradt, mind a 2002-es és 2006-os világbajnokság, mind a 2004-es Európa-bajnokság selejtezőin rendszeresen szerepelt. Klubcsapatában a veterán Fred Grim visszavonulása után egyértelműen ő lett a kezdőkapus, de egy újabb súlyos sérülés véget vetett jó formájának. 2004 nyarától pedig Ronald Koeman egyértelműen Marteen Stekelenburgot favorizálta.
A 2004–2005-ös Eredevisie szezonban mindössze hétszer lépett pályára, de nem volt szerencséje: kétszer is játszhatott a PSV Eindhoven ellen (két vereség, hat bekapott gól), s az AZ Alkmaar elleni idegenbeli rangadón hiába mentett egy pontot övéinek, a Heerenveen elleni otthoni váratlan vereségért is sokan őt hibáztatták.
2006 januárjában eladták az olasz Fiorentinának, akik a sérült Sébastien Freyt szerették volna pótolni. Jól helyettesítette a francia kapust, de annak visszatérte után már csak második számú opcióként szerepelt az edzője elképzelésében. Miután a román nemzeti csapatban is elvesztette kezdő helyét kisebb meglepetésre 2006 decemberében újra a Dinamo Bucureștihez igazolt.
A román válogatott kapus 2009 szeptemberében érkezett a Romához kölcsönbe és a vezetés most úgy gondolta, hogy végleg leigazolják a játékost. AS Roma  1 millió euróért vette meg a román kapust a román Dinamo Bucureștitől.
Lobonț, 3 évre kötelezte el magát, Júlio Sérgio helyettese lesz. 2018-ban visszavonult az aktív játéktól.
2018 decemberében kinevezték az FC Universitatea Cluj vezetőedzőjévé.